# Vladimirs Petrovs
Vladimirs Petrovs (russisch Владимир Михайлович Петров, Wladimir Michailowitsch Petrow; * 27. September 1908 in Riga, Lettland; † 26. August 1943 in Kotlas) war ein lettischer Schachspieler und ein Opfer des Stalinismus.

## Leben
Vladimirs Petrovs erlernte das Schachspiel im Alter von 13 Jahren und machte rasche Fortschritte. 1926 wurde er Stadtmeister von Riga und belegte bei der Landesmeisterschaft den geteilten zweiten Platz. Petrovs gewann viermal (1930/31, 1935, 1937 und 1938/39) die lettische Einzelmeisterschaft.
Von 1928 bis 1939 nahm er mit Lettland an allen sieben Schacholympiaden teil, außerdem an der inoffiziellen Schacholympiade 1936. Dabei erzielte er seine besten Ergebnisse 1931 in Prag, als er am dritten Brett mit 11,5 Punkten aus 16 Partien das beste Einzelergebnis erzielte, und 1939 in Buenos Aires, als er am Spitzenbrett mit 13,5 Punkten aus 19 Partien das drittbeste Einzelergebnis erreichte.
Sein bestes Ergebnis bei einem Einzelturnier war in Ķemeri 1937, als er mit 12 Punkten aus 17 Partien den geteilten ersten Platz erreichte, punktgleich mit Salo Flohr und Samuel Reshevsky, und noch vor dem amtierenden Schachweltmeister Alexander Aljechin sowie Paul Keres.
Nach der Besetzung Lettlands durch die Sowjetunion nahm er an der 12. Landesmeisterschaft der UdSSR 1940 in Moskau teil, bei der er den 10. Platz belegte. Durch die Kriegsumstände wurde er von seiner in Riga lebenden Frau Galina getrennt. Sein letztes Turnier spielte er 1942 in Swerdlowsk, dort belegte er den zweiten Platz hinter Wjatscheslaw Ragosin.
Im August 1942 wurde er wegen kritischer Äußerungen über die Versorgungslage durch den NKWD verhaftet und in einem Gulag-Lager inhaftiert. Dort starb er an Lungenentzündung und Unterernährung.
Seine beste historische Elo-Zahl war 2647 im September 1940.

## Nachleben
In der Sowjetunion galt Vladimirs Petrovs nach seinem Tode als Unperson, Hinweise auf seine Turnierergebnisse und Partien wurden aus den Schachbüchern getilgt. Erst im Januar 1989 wurde er durch das Oberste Gericht der UdSSR rehabilitiert.